# دیوید کورتس (بازیکن فوتبال اسپانیا)
دیوید کورتس (انگلیسی: David Cortés؛ زادهٔ ۲۹ اوت ۱۹۷۹) بازیکن فوتبال اهل اسپانیا است.
از باشگاه‌هایی که در آن بازی کرده‌است می‌توان به باشگاه فوتبال هرکولس، باشگاه ورزشی رئال مایورکا، باشگاه فوتبال رئال ساراگوسا، باشگاه ورزشی آرهوس، باشگاه فوتبال ختافه، و باشگاه فوتبال گرانادا اشاره کرد.